# Red Planet Mars
Red Planet Mars  é um filme estadunidense, do ano de 1952, dos gêneros ficção científica e drama, dirigido por Harry Horner.

## Enredo
Ao fazer experiências com o "tubo de hidrogênio", uma invenção de um cientista nazista desaparecido logo após o fim do terceiro Reich, o casal de cientistas, Chris Cronyn e Linda Cronyn, recebem o que aparentemente são mensagens enviadas pelo planeta Marte. Estas mensagens, a principio bastante enigmáticas e consistindo de fórmulas matemáticas vão aos poucos ficando cada vez mais claras, até que se depreende que estão tentando fazer um relato de como é a vida e a cultura do povo marciano. Com a divulgação destas trocas de mensagens, ocorre um choque cultural em todo o mundo. Fica-se sabendo que Marte possui uma civilização ideal e, nos textos recebidos existem citações bíblicas dando a entender que Deus, fala aos homens a partir de Marte. A religiosidade conhece um novo alvorecer e se espalha por todo o planeta. Na verdade, tudo não passa de um plano muito bem arquitetado por um agente a serviço do comunismo, auxiliado pelo cientista nazista, inventor do aparelho e, este tem uma agenda própria que prenuncia 
uma última atrocidade praticada pelo mesmo, ainda convencido dos ideais nazista e auxiliado pelos comunistas que sonham dominar o mundo espalhando sua forma de governo sobre todos os povos livres.

## Elenco
| Nome             | Personagem                             |
| ---------------- | -------------------------------------- |
| Peter Graves     | Chris Cronyn                           |
| Andrea King      | Linda Cronyn                           |
| Herbert Berghof  | Franz Calder                           |
| Walter Sande     | Almirante Bill Carey                   |
| Marvin Miller    | Arjenian                               |
| Willis Bouchey   | Presidente                             |
| Morris Ankrum    | Secretário de defesa Sparks            |
| Orley Lindgren   | Stewart Cronyn                         |
| Bayard Veiller   | Roger Cronyn                           |
| Ben Astar        | Comissário russo                       |
| Vince Barnett    | Homem ouvindo rádio                    |
| Robert Carson    | Assessor do presidente                 |
| James Conaty     | Secretário da marinha                  |
| Wade Crosby      | Senador do Wheat Belt                  |
| Charles Evans    | Dono da mina de carvão                 |
| Franklyn Farnum  | Senador #1                             |
| Sam Flint        | Homem no memorial de Lincoln           |
| Sam Harris       | Senador #2                             |
| Ed Hinton        | Militar                                |
| Tom Keene        | Major General George Burdette          |
| Bill Kennedy     | Comentarista de noticias               |
| Colin Kenny      | Dono de minas                          |
| Henry Kulky      | Guarda militar                         |
| Grace Leonard    | Mulher ouvindo rádio                   |
| Dayton Lummis    | Comentarista do rádio                  |
| George Magrill   | Arremessador                           |
| Lewis Martin     | Dr. Mitchell                           |
| Frank Mills      | Senador #3                             |
| Leo Mostovoy     | Repórter estrangeiro                   |
| House Peters Jr. | Dr. Boulting                           |
| Joe Ploski       | Homem no quartel general russo         |
| Gene Roth        | Chefe dos trabalhadores da United Mine |
| Bert Stevens     | Escriturário                           |
| Robert Stevenson | Contarista do rádio #2                 |
| Brick Sullivan   | Guarda do Planetarium                  |
| John Topa        | General Borodin                        |